# Red Star Line Museum
Il Red Star Line Museum è un museo ad Anversa sulla storia della Red Star Line inaugurata il 28 settembre 2013.

## Mostra
Il Red Star Line Museum è composto da storie di persone che hanno viaggiato in America o in Canada con le navi della omonima compagnia di navigazione. Al centro ci sono sei testimoni, tra cui Albert Einstein e Irving Berlin. La mostra principale accompagna il visitatore lungo le varie tappe del viaggio dall'agenzia di viaggi di Varsavia alla nuova vita negli Stati Uniti. L'obiettivo è dare un'impressione del difficile viaggio che un emigrante europeo ha dovuto percorrere per affrontare un futuro migliore. L'ultima parte della mostra collega il passato.
Tratutte le storie raccolte dal Red Star Line Museum, la collezione contiene vari oggetti personali come fotografie e documenti, ma anche oggetti delle famiglie. I discendenti diedero e donarono al museo alcuni oggetti dei passeggeri.
Varie istituzioni e altri musei hanno prestato opere. Il Royal Museum of Fine Arts, ad esempio, ha messo a disposizione gli emigranti di Eugène Laermans.
Il principale donatore del museo è l'associazione senza scopo di lucro De Vrienden van de Red Star Line. Questa associazione ha acquisito la collezione di Robert Vervoort. Questo ex operaio portuale ha raccolto oltre cinquemila oggetti dalla Red Star Line dopo il suo pensionamento, compreso l'atto fondativo di Sanba (Société Anonyme de Navigation Belge-Américaine), la compagnia di navigazione che usava la linea della Stella Rossa come nome commerciale.